# Архитектурное решение
Архитекту́рное реше́ние (архитектурные решения, АР) — часть проектной работы, направленной на создание документации для производства строительных работ.
Архитектурное решение здания (архитектура здания) — авторский замысел объекта с комплексным решением функциональных, конструктивных и эстетических требований к нему, а также социальных, экономических, санитарно-гигиенических, экологических, инженерно-технических аспектов, зафиксированных в архитектурной части документации для строительства (проекта) и реализуемые при строительстве. Главными разделами являются: архитектурно-художественные, архитектурно-планировочные и конструктивные решения.
Архитектурное решение или архитектурный раздел отвечает за общие визуальные и функциональные характеристики проектируемого сооружения, планировочную схему и эргономику. В комплект проектной документации, наряду с архитектурным разделом, входят также:
- конструктивный раздел;
- инженерный раздел;
- смета.

## Архитектурно-планировочное решение
Архитектурно-планировочное решение здания — проектные материалы, представляющие поэтажные планы здания, проработанные с учётом планировочной схемы, функционально-планировочного и объёмно-планировочного решений.

## Архитектурно-художественное решение
Архитектурно-художественное решение (архитектурно-художественный образ, облик) здания — проектные материалы, представляющие внешний вид и интерьеры объекта, выполненные в соответствии с концепцией, выбранным архитектурным стилем, посредством проработки объёмно-пространственного, архитектурно-композиционного решений и архитектурно-художественных приёмов.

## Архитектурно-композиционное решение
Архитектурно-композиционное решение здания — построение композиции объёмов всего здания, фасадов, интерьеров при обработке объёмно-пространственного решения посредством архитектоники объёмных форм и архитектурно-художественных приёмов.

## Объёмно-планировочное решение
Объёмно-планировочное решение здания — решение поэтажных планов, где взаимосвязаны габариты и форма помещений в плане и в общем объёме здания.

## Функционально-планировочное решение
Функционально-планировочное решение здания — решение поэтажных планов, где определены набор помещений, их назначение и функциональные взаимосвязи.

## Объёмно-пространственное решение
Объёмно-пространственное решение здания — моделирование внешней формы объёма здания на основе объёмно-планировочного решения.